# Гонсалвиш, Нуну да Силва
Нуну да Силва Гонсалвиш (порт. Nuno da Silva Gonçalves; 16 июля 1958, Лиссабон) — португальский католический священник, иезуит, доктор церковной истории, ректор Папского григорианского университета (с 1 сентября 2016).

## Биография
Родился 16 июля 1958 года в Лиссабоне (Португалия) и в молодом возрасте вступил в Общество Иисуса. Священническое рукоположение получил 12 июля 1986 года. Получил лиценциат философии и литературы в Католическом университете Португалии, а в Папском григорианском университете в Риме — степень лиценциата теологии и лиценциата и доктора церковной истории.
В 1998—1999 годах был директором Национального бюро культурного наследия Церкви при Конференции епископов Португалии. В октябре 2000 года назначен деканом Факультета философии Католического университета Португалии. Оставил эту должность, когда в 2005 году был избран на правительство провинциального настоятеля Португальской провинции Общества Иисуса.
После завершения каденции, в октябре 2011 года получил назначение на должность директора Департамента культурного наследия Церкви Григорианского университета и декана Факультета истории Церкви и культурного наследия Церкви того же учебного заведения. Автор многочисленных публикаций по истории португальских миссий и истории иезуитов.
21 марта 2016 года папа Франциск назначил Нуну да Силва Гонсалвиша ректором Папского григорианского университета, а 1 сентября 2016 года Гонсалвиш официально приступил к исполнению ректорских обязанностей.